# Сосновка (Валковская городская община)
Сосновка (укр. Соснівка), село, 
Александровский сельский совет,
Валковский район,
Харьковская область.
Код КОАТУУ — 6321280307. Население по переписи 2001 г. составляет 51 (25/26 м/ж) человек.

## Географическое положение
Село Сосновка находится в 1 км от села Редкодуб, на расстоянии в 1 км проходит автомобильная дорога М-03 (E 40). В селе есть небольшой пруд.

## Происхождение названия
Село основано а 1912 г. как Семеновка, в 1924 г. переименовано в Сосновка.
На территории Украины 24 населённых пункта с названием Сосновка.

## История
- 1912 - дата основания села Семеновка.
- 1924 – переименование в село Сосновка.

## Экономика
- В селе есть молочно-товарная ферма.
- «ДРУЖБА», сельскохозяйственное предприятие.